# آرثر ويليام بيكيت
آرثر ويليام بيكيت (25 أكتوبر 1844 - 14 يناير 1909)، هو صحفي ومفكر إنجليزي. كان ضمن طاقم مجلة بانش من عام 1874 إلى عام 1902، وقام بتحرير صحيفة صنداي تايمز من عام 1891 إلى عام 1895، ومجلة البحرية والعسكرية في عام 1896.